# جون أوليفر (ملحن)
جون أوليفر (بالإنجليزية: John Oliver)‏ هو موزع وملحن أمريكي، ولد في 21 سبتمبر 1959 في فانكوفر في كندا.

## وصلات خارجية
- جون أوليفر على موقع ميوزك برينز (الإنجليزية)